# Vectron
Pour les articles homonymes, voir Vectron (homonymie).
Vectron est un jeu vidéo développé et édité par Mattel Electronics sorti en 1983 sur la console Intellivision.

## Système de jeu
Le but du jeu est de construire une base grâce à un constructeur mobile et un canon fixe capable de lancer des décharges énergétiques. Mais les réserves d'énergie s'épuisent vite et une multitude d'ennemis sont là pour détruire le constructeur et voler les containers ravitailleurs.
La notice du jeu annonce 8 variétés d'ennemis et 99 niveaux jouables. En réalité, après le tableau 18, le cycle reprend au premier tableau, avec des ennemis plus rapides et plus agressifs. De l'aveu du programmeur Mark Urbaniec, la difficulté augmente tellement rapidement qu'il est impossible qu'un joueur termine le niveau 99. Et au cas, où il arriverait, il serait récompensé par un laconique message de félicitations, assez frustrant par rapport à la « petite récompense visuelle spéciale » promise par la notice.

## Développement
Dans sa rivalité avec Atari, Mattel prend conscience de son handicap sur le terrain des jeux d'arcade. Alors que son concurrent enchaîne les conversions de ses propres titres de bornes d'arcade à succès, Mattel doit courir après les éditeurs pour tenter de négocier au coup par coup les droits d'adaptation sur sa console. Mattel décide donc de lancer une gamme de jeux « Arcade Network », plus rapides et colorés, ayant le potentiel de s'imposer dans les salles d'arcade.
Mark Urbaniec souhaite ainsi s'inspirer des graphismes vectoriels de Tempest et intituler son jeu Vectrix en référence à ce type d'affichage. Le dépôt du nom Vectrex par General Consumer Electric pour sa console de jeu pousse Mattel à changer le titre en Vortex, puis Vectron. Les talents de graphistes de Connie Goldman sont une nouvelle fois sollicités.
Vectron est un des rares jeux Mattel à utiliser un jeu de caractères personnalisés, animés et au style futuriste, au-lieu des caractères standards de la console.
Pendant le développement, Mattel obtient finalement un accord avec Data East pour la conversion de leurs titres d'arcade. La production de ce type de jeux maison passera donc au second plan, et Vectron restera l'unique titre de l'« Arcade Network ».

## Accueil
Comme plusieurs titres Mattel de cette période, le jeu est souvent critiqué pour la complexité de son système de jeu,. Tilt salue ce titre « abstrait et complètement nouveau » et lui attribue la note parfaite sur le plan de l'originalité, mais le juge néanmoins d'un intérêt limité. TV Gamer le voit simplement comme un des jeux spatiaux les plus colorés de Mattel.
Pour Videogiochi, l'originalité de ce jeu « de pure fantasie », qui ne ressemble à aucun autre, le rend difficile à expliquer, mais le système de jeu n'est pas difficile à assimiler. Le rendu graphique est excellent, et d'un niveau de qualité assez élevé, en tenant compte du grand nombre d'objets affichés simultanément à l'écran. La revue regrette tout de même le sentiment de confusion créé par cette « myriade de forces présentes sur le terrain », qui mène souvent le joueur « à des actions trop frénétiques et excitées ».
Computer Entertainer fait également l'éloge des graphismes « exceptionnellement époustouflants et colorés » mais trouve le jeu en lui-même « inutilement déroutant » et « manquant d'un concept fort pour maintenir l'ensemble », le comparant à un film magnifiquement photographié, avec de superbes décors et costumes, mais sans scénario.

## Héritage
Le 24 novembre 2010, Vectron est ajouté au service Game Room (en) de Microsoft, accessible sur Xbox 360 et PC.
Vectron fait partie des jeux intégrés dans la console Intellivision Flashback, sortie en 2014.
En mai 2022, la cartouche Intellivision Collection 2 porte douze titres de l'Intellivision, dont Vectron, sur les consoles Evercade.